# Morula (chi ốc biển)
Morula là một chi ốc biển, là động vật thân mềm chân bụng sống ở biển thuộc họ Muricidae, họ ốc gai.

## Các loài
Các loài thuộc chi Morula bao gồm:
Subgenus Azumamorula
- Morula mutica (Lamarck, 1816)[2]

Subgenus Habromorula
- Morula aglaos (Houart, 1995)[3]
- Morula ambrosia (Houart, 1995)[4]
- Morula bicatenata (Reeve, 1846)[5]
- Morula biconica (Blainville, 1832)[6]
- Morula coronata (H. Adams, 1869)[7]
- Morula dichrous (Tapparone-Canefri, 1880)[8]
- Morula euryspira Houart, 1995[9]
- Morula fuscoimbricata (Sowerby, 1915)[10]
- Morula japonica (Sowerby, 1903)[11]
- Morula lepida (Houart, 1995)[12]
- Morula porphyrostoma (Reeve, 1846)[13]
- Morula spinosa (H. Adams & A. Adams, 1853)[14]
- Morula striata (Pease, 1868)[15]
- Morula whiteheadae Houart, 2004[16]

Subgenus Morula
- Morula albanigra Houart, 2002[17]
- Morula anaxares (Kiener, 1835)[18]
- Morula angulata (G.B. Sowerby III, 1894)[19]
- Morula aspera (Lamarck, 1816)[20]
- Morula cernohorskyi Houart & Tröndle, 1997[21]
- Morula consanguinea (Smith, 1890)[22]
- Morula echinata (Reeve, 1846)[23]
- Morula funiculata (Reeve, 1846)[24]
- Morula granulata (Duclos, 1832)[25]
- Morula marginalba (Blainville, 1832)[26]
- Morula musiva (Kiener, 1835)[27]
- Morula nodicostata (Pease, 1868)[28]
- Morula nodulosa (C.B. Adams, 1845)[29]
- Morula oparense (Melvill, 1912)[30]
- Morula parva (Reeve, 1846)[31]
- Morula peasei Houart, 2002[32]
- Morula praecipua Rehder, 1980[33]
- Morula purpureocincta (Preston, 1909)[34]
- Morula rodgersi Houart, 2000[35]
- Morula rumphiusi Houart, 1996[36]
- Morula uva (Röding, 1798)[37]
- Morula variabilis (Pease, 1868)[38]
- Morula zebrina Houart, 2004[39]

Subgenus Oppomorus
- Morula nodulifera (Menke, 1829)[40]

Các loài được đưa vào đồng nghĩa
- Morula cancellata Quoy & Gaimard[41]: đồng nghĩa của Muricodrupa fenestrata (Blainville, 1832)
- Morula concatenata (Lamarck, 1822)[42]: đồng nghĩa của Drupella rugosa (Born, 1778)
- Morula elata Blainville[43]: đồng nghĩa của Drupella cornus (Röding, 1798)
- Morula fenestrata Blainville[44]: đồng nghĩa của Muricodrupa fenestrata (Blainville, 1832)
- Morula margariticola (Broderip)[45]: đồng nghĩa của Ergalatax margariticola (Broderip, in Broderip & Sowerby, 1833)
- Morula marginatra Blainville[46]: đồng nghĩa của Semiricinula marginatra (Blainville, 1832)
- Morula ocellata [47]: đồng nghĩa của Ergalatax contracta (Reeve, 1846)
- Morula rosea (Reeve, 1846)[48]: đồng nghĩa của Muricopsis (Risomurex) roseus (Reeve, 1846)
- Morula squamiliratum Smith[49]: đồng nghĩa của Orania serotina (A. Adams, 1853)
- Morula spinosa H. Adams & A. Adams[50]: Morula (Habromorula) spinosa (H. Adams & A. Adams, 1853) (alternate representation)
- Morula squamosa Pease[51]: đồng nghĩa của Semiricinula squamosa (Pease, 1868)
- Morula tuberculata Blainville[52]: đồng nghĩa của Morula (Morula) granulata (Duclos, 1832)